# Castres Olympique
Castres Olympique (wym. [ˈkastʁ ɔlɛ̃ˈpik]) – francuski klub rugby union z siedzibą w Castres. Uczestniczy w rozgrywkach ligi Top 14. Swoje mecze rozgrywa na mieszczącym nieco ponad 11 tys. widzów Stade Pierre-Antoine. Do największych sukcesów zespołu zaliczyć można pięciokrotne mistrzostwo Francji (ostatnie w 2018 roku).

## Historia
Początki rugby w Castres sięgają 1898 roku, jednak klub Castres Olympique powstał dopiero w 1906 roku. Założycielami byli absolwenci miejscowej szkoły. Pierwszym prezesem został Eugène Agert.
Dwie wojny światowe wstrzymały rozwój zarówno klubu, jak i całej dyscypliny, jednak Castres już w 1948 roku sięgnęło po swój pierwszy triumf na krajowej arenie. Wywalczyli wówczas puchar Francji, a w dwóch kolejnych sezonach zdobyli dwa tytuły mistrza kraju.
W późniejszych latach drużyna spadła z ligi, wracając do niej dopiero w 1989 roku. Już cztery lata później ponownie sięgnęła po miano najlepszej we Francji, pierwszy raz po 43 latach. Dwa lata później les CO ponownie znaleźli się w finale, gdzie jednak w derbowym pojedynku ulegli Stade Toulousain. Począwszy od 1989 roku Les Olympiens nieprzerwanie występują w pierwszej klasie rozgrywkowej.

## Osiągnięcia
- Mistrzostwo Francji     
  - Zwycięzca (5): 1949, 1950, 1993, 2013, 2018
  - Finalista: 1995, 2022
- Puchar Francji     
  - Zwycięzca: 1948
- Challenge Yves du Manoir     
  - Finalista: 1993
- Dywizja 1
  - Finalista: 1989
- Europejski Puchar Challenge     
  - Finalista (2): 1997, 2000
- European Shield     
  - Zwycięzca: 2003

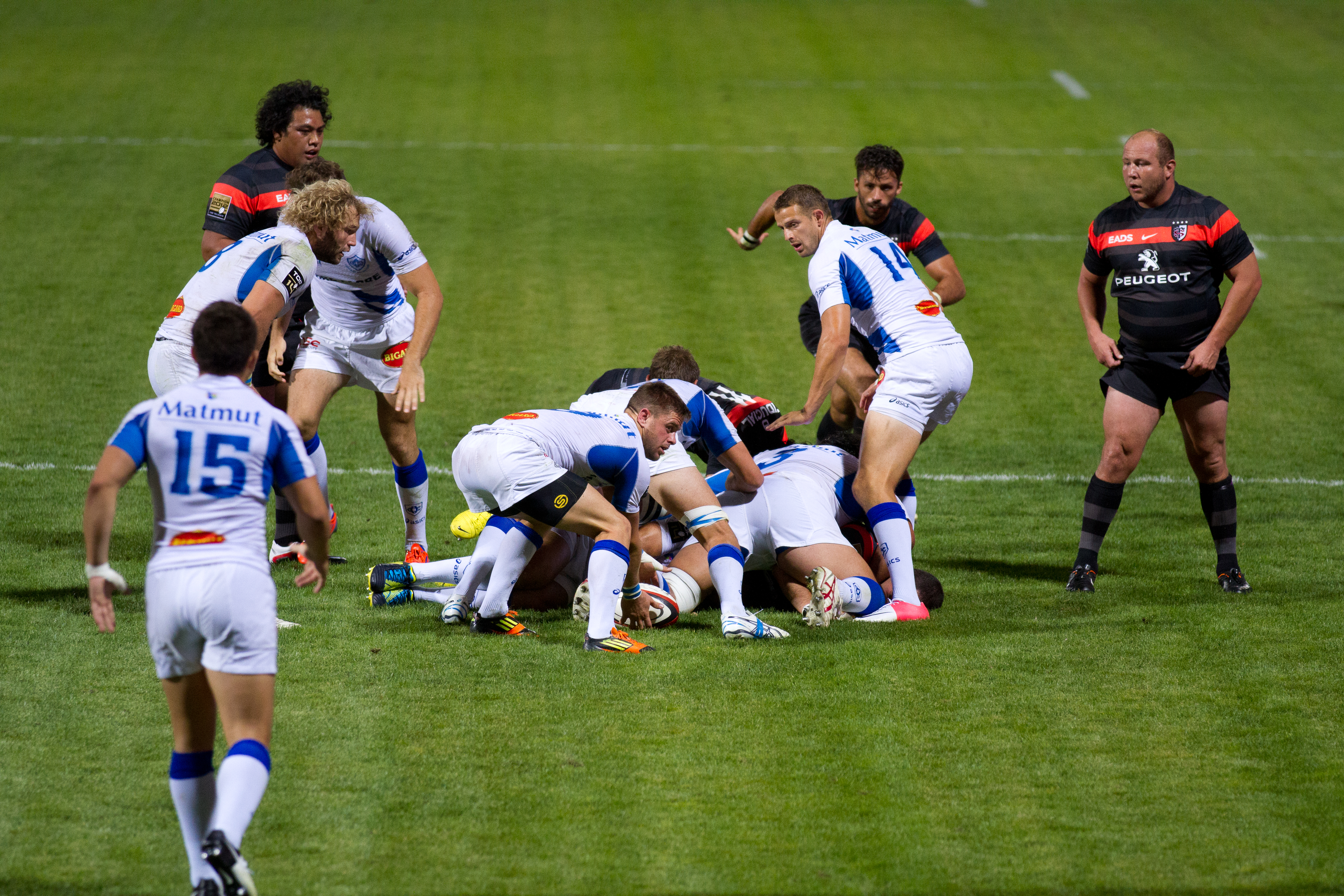
Mecz pomiędzy Tuluzą a Castres (w białych strojach)
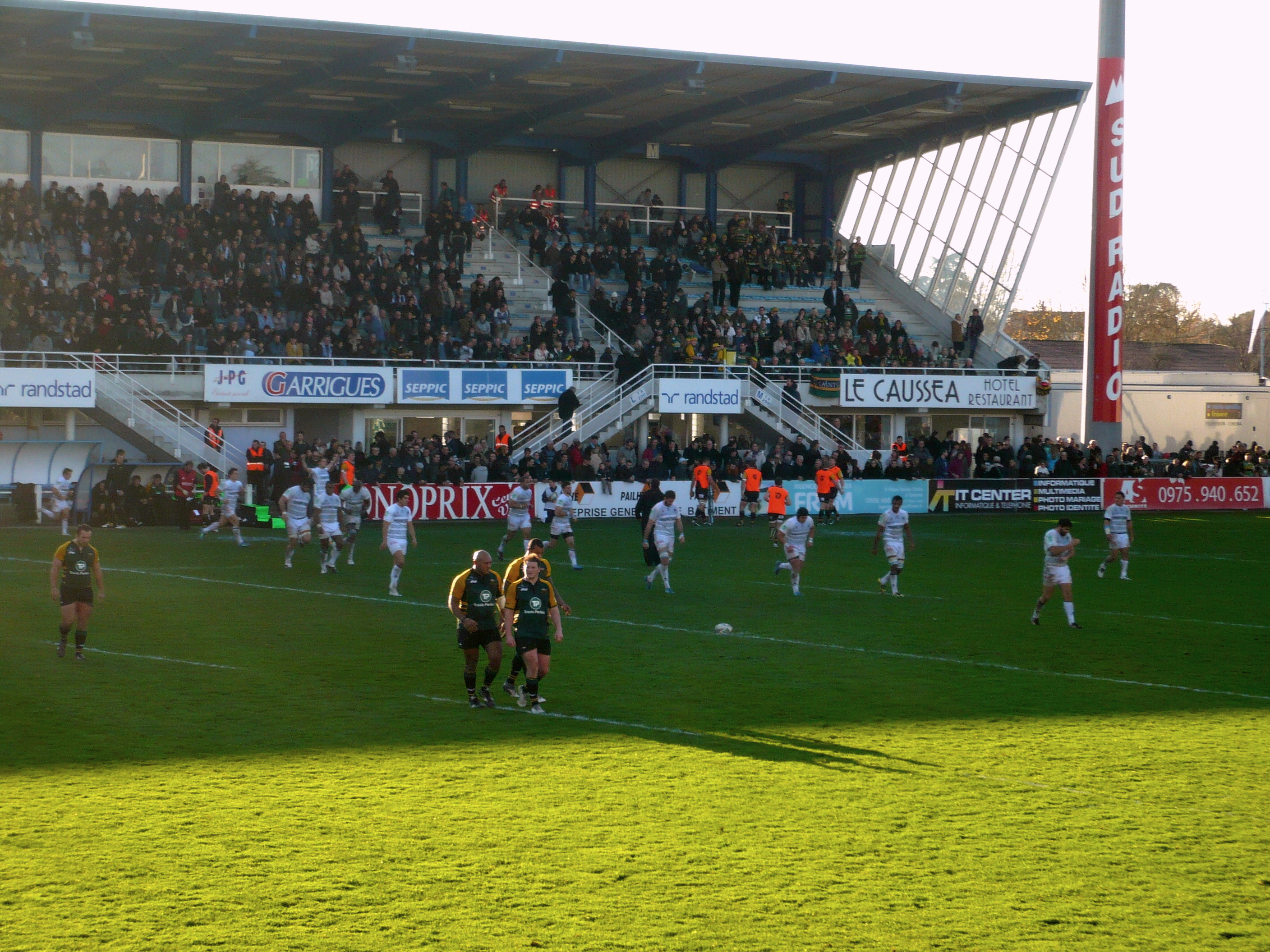
Spotkanie Pucharu Heinekena z Northampton Saints na Stade Pierre-Antoine
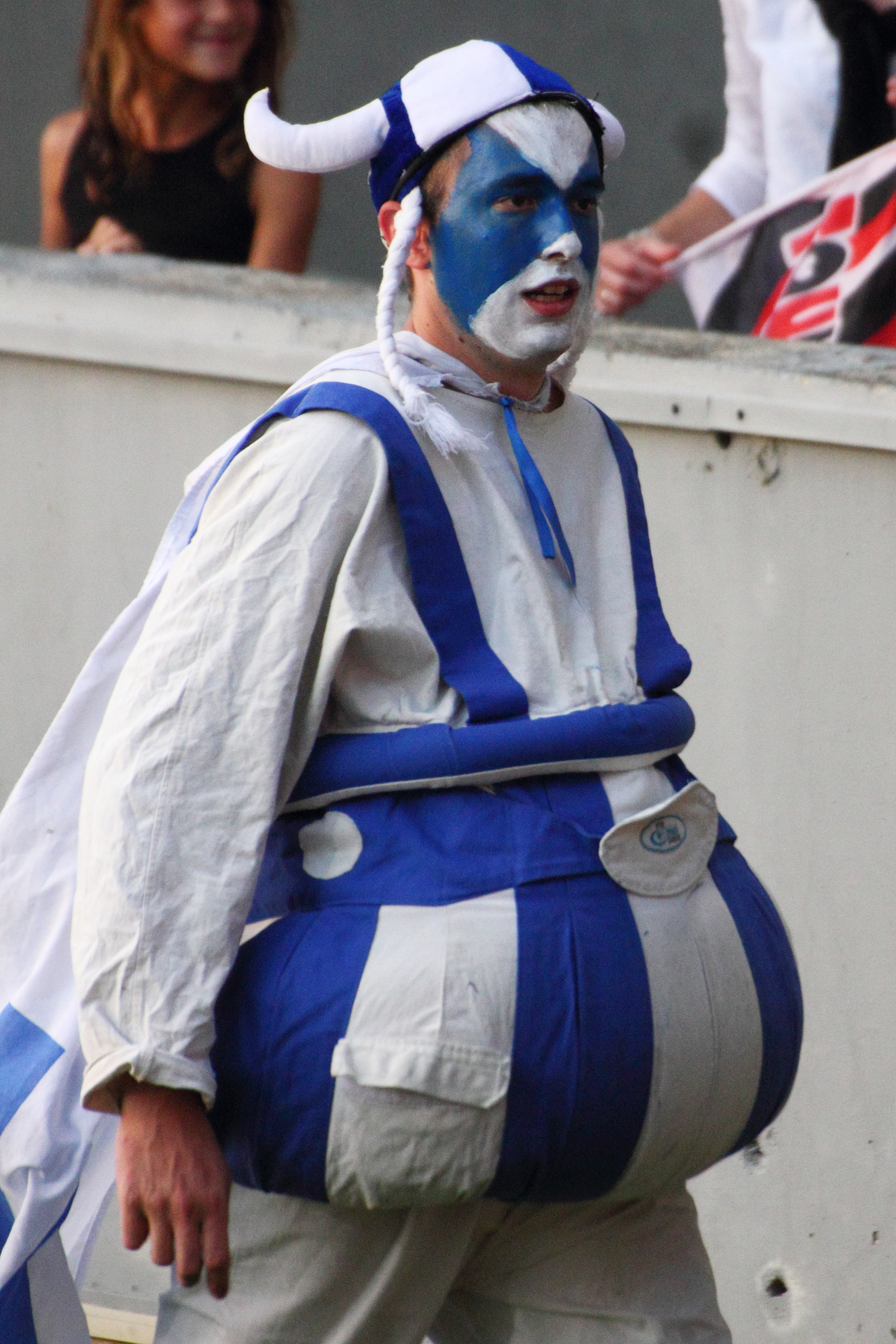
Olympix, maskotka klubu